# Xylophrurus fasciatus
Xylophrurus fasciatus är en stekelart som först beskrevs av William Harris Ashmead 1890.  Xylophrurus fasciatus ingår i släktet Xylophrurus och familjen brokparasitsteklar. Utöver nominatformen finns också underarten X. f. hesperus.